# Jonisationspotential

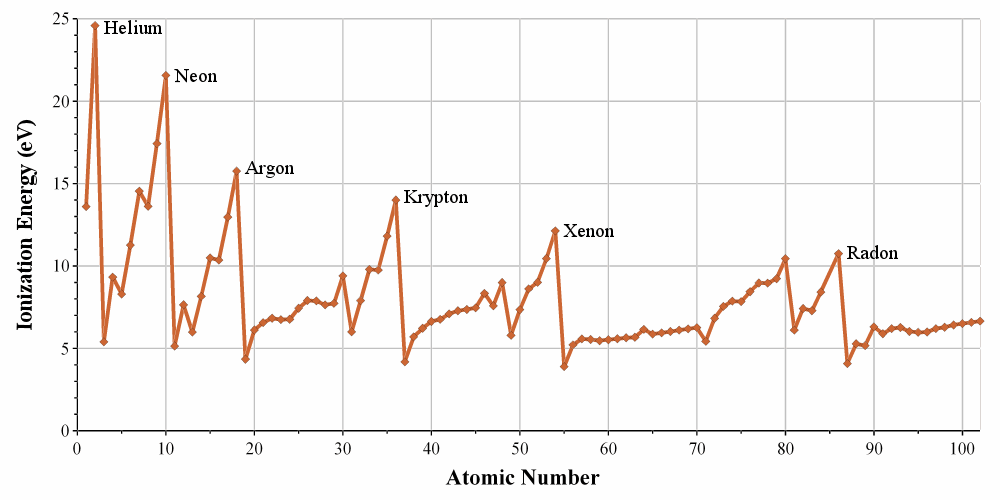
Jonisationsenergier för grundämnena i eV

Jonisationspotentialen eller jonisationsenergin är den mängd energi som behövs för att avlägsna en elektron från en ensam atom i vakuum. Termerna används även för jonisation av molekyler och fasta ämnen, men då är inte värdena konstanta. 
När atomradien är liten är jonisationspotentialen stor och tvärtom. Det beror på att elektronerna i en liten atom, liksom alla elektroner i elektronskal närmare atomkärnan, attraheras starkare till kärnan, eftersom avståndet är mindre. Ju längre bort från kärnan elektronen befinner sig, desto mindre energi krävs för att avlägsna dem. 
Jonisationspotential mäts i SI-enheten joule per mol, men anges oftast i elektronvolt per atom; 1 eV/atom = 96,5 kJ/mol.